# 克萨米尔
克萨米尔，是阿爾巴尼亞南部夫羅勒州薩蘭達市镇的一个行政分区及村庄。原为独立的市镇，2015年地方政府改革后成为萨兰达市镇的一部分。该地也是布特林特國家公園的一部分。2011年人口普查时人口数量为2,994人。
该行政分区包括克萨米尔村和马纳斯蒂尔村（Manastir）。克萨米尔村建于1966年，位于萨兰达市南边通往布特林特的道路边上。
克萨米尔是阿爾巴尼亞國內外遊客最經常光顧的沿海度假勝地之一。克萨米尔北部的海灘和阿爾巴尼亞的愛奧尼亞海岸被英國衛報納入了在2013年全球最好的廉價海灘假期首20名之一。主要旅遊景點是附近的克萨米尔群岛。雖然內灣海灘數量很小但整潔。
在阿爾巴尼亞共產時期，克萨米尔一帶以橄欖油、檸檬及橘子的生產而聞名。2010年，阿爾巴尼亞政府當局拆毀違反城鎮總體規劃的200多個違規建築，以提升布特林特國家公園形象。被拆遷房屋的一些部分尚未被當局完全拆除。